# Hydnellum ferrugineum
Espèce
Hydnellum ferrugineum, est un champignon  de la famille des Bankeraceae. Il est couramment dénommé mealy tooth ou reddish-brown corky spine fungus. Il s'agit d'une espèce largement répandue, que l'on trouve en Afrique du Nord, en Asie, en Europe et en Amérique du Nord. Le champignon fructifie sur le sol, seul ou en grappes, dans les forêts de conifères, généralement dans un sol pauvre  ou sablonneux.

## Description
Les basidiocarpes (corps des fruits) ont une forme de toupie et mesurent 3-10 cm de diamètre. Leurs surfaces veloutées, initialement blanches à roses, exsudent parfois des gouttes de liquide rouge. La surface inférieure du corps du fruit présente des épines blanches à brun rougeâtre pouvant atteindre 6 mm de long. Les corps fructifères matures deviennent brun rougeâtre foncé et sont alors difficiles à distinguer d'autres espèces Hydnellum similaires. Hydnellum ferrugineum forme un tapis de mycéliums dans l'humus et le sol supérieur où il pousse. La présence du champignon modifie les caractéristiques du sol, le rendant plus podzolisé.

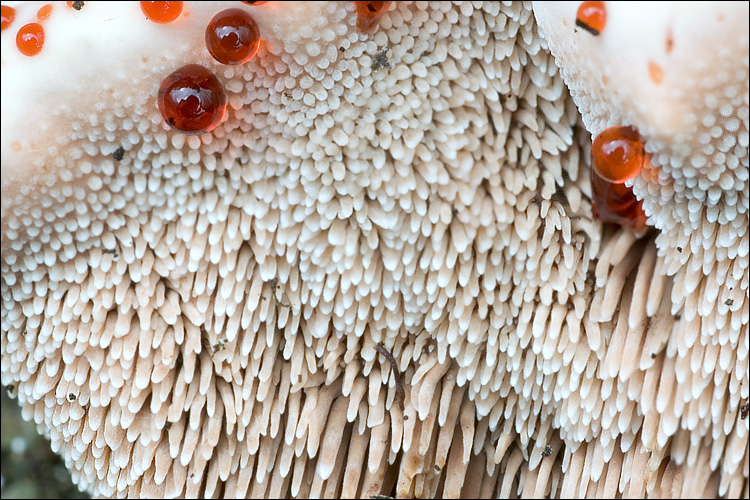
Gros plan de l'hyménium montrant les épines

Les corps des fruits de Hydnellum ferrugineum sont plus ou moins en forme de sommet avec des caps qui sont 3-10 cm de diamètre. Ils sont d'abord convexes, puis pulvinés (en forme de coussin), puis s'aplatissent ou deviennent légèrement déprimés au centre. La surface du chapeau des jeunes fruits est inégale, avec une texture veloutée à feutrée, et une couleur blanchâtre à rose. Elle exsude parfois des gouttes de liquide rouge sang dans les dépressions. La surface devient ensuite de couleur chair à brun rougeâtre foncé, mais la marge ondulée reste blanchâtre. La surface inférieure du corps du fruit porte l'hyménium, le tissu fertile qui porte les spores. Il comprend un arrangement dense d'épines blanches à brun rougeâtre mesurant jusqu'à 6 mm de long, qui pendent verticalement vers le bas. Le stipe robuste mesure 1-6 cm de long sur 1-3 cm d'épaisseur, et est de la même couleur que le chapeau. Les corps des fruits ont une odeur « nettement farineuse » (semblable à l'odeur de la farine fraîchement moulue) mais ne sont pas comestibles.

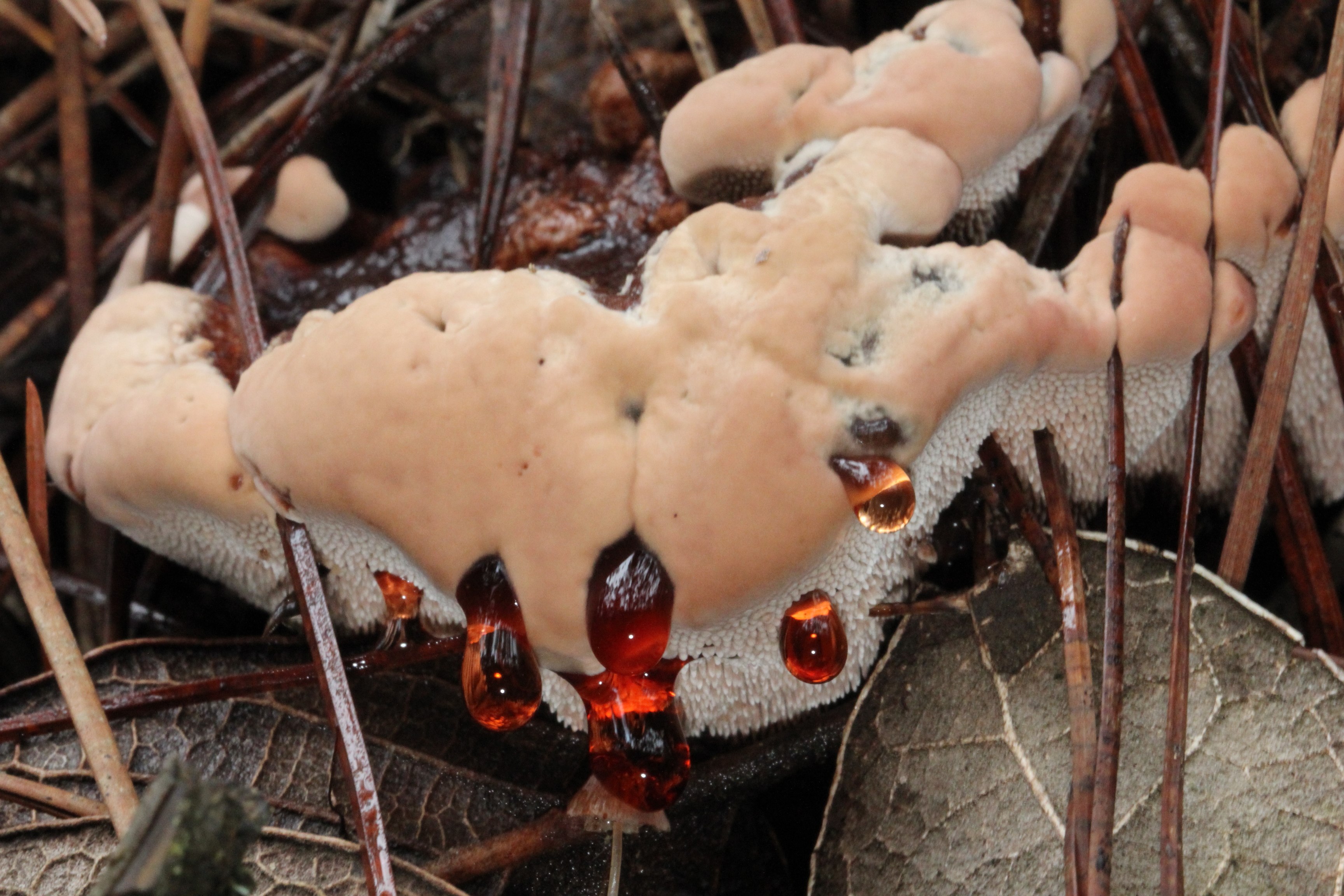
Les corps des fruits peuvent envelopper des obstacles au cours de leur croissance.

La chair est rougeâtre ou brun violacé avec des mouchetures blanches. D'abord spongieuse et molle, elle devient dure et liégeuse au fur et à mesure que le corps du fruit mûrit. Dans le stipe, la chair peut devenir noirâtre avec l'âge. Comme pour les autres espèces d' Hydnellum, le tissu du corps du fruit est constitué d'hyphes génératifs qui ne s'étendent pas. Cela ralentit la croissance du corps du fruit, ce qui lui permet souvent de persister pendant plusieurs mois. Le champignon utilise un modèle de croissance indéterminé, dans lequel la formation du corps du fruit commence par une colonne verticale formée d'hyphes qui s'étendent finalement au sommet pour former le chapeau. Tout objet solide rencontré au cours de la croissance, comme de l'herbe ou des brindilles, peut être enveloppé par le corps du fruit en expansion. De même, des chapeaux très proches les uns des autres peuvent fusionner pendant la croissance.
Les spores largement ellipsoïdes à grossièrement sphériques mesurent 5,5-7,5 par 4,5-5,5 μm. Leur surface est couverte de petites bosses arrondies. Les basides (cellules porteuses de spores) sont en forme de massue étroite, à quatre spores, et mesurent 25-30 par 6-7,5 μm. Les hyphes de la chair sont brunâtres avec des parois fines, et mesurent 4-6 μm ; les hyphes dans les épines sont à parois fines, septate, et parfois ramifiés, mesurant 3,5-4,5 μm. Les hyphes n'ont pas de connexion par pince.

## Histoire
L'espèce a été initialement décrite scientifiquement par Elias Magnus Fries, qui l'a nommée Hydnum ferrugineum en 1815. Son histoire taxonomique comprend des transferts aux genres Calodon par Petter Karsten en 1881, et Phaeodon par Joseph Schröter en 1888,. Le nom binomial actuel lui a été attribué par Karsten lorsqu'il l'a transféré dans son genre actuel, Hydnellum, en 1879.
En 1964, le mycologue canadien Kenneth A. Harrison a décrit un champignon hydnoïde trouvé avec Pinus resinosa dans le Michigan et Pinus banksiana en Nouvelle-Écosse. Le champignon, que Harrison a nommé Hydnellum pineticola, a été découvert dans le Michigan et le Pinus banksiana en Nouvelle-Écosse, est considéré comme synonyme de Hydnellum ferrugineum par la base de données nomenclaturale Index Fungorum. Harrison a noté que « les tentatives de reconnaissance des espèces européennes dans les collections nord-américaines n'ont fait qu'accroître la confusion dans ce pays, et jusqu'à ce que quelqu'un ait travaillé de manière critique sur le terrain sur les deux continents, il est préférable de faire un regroupement reconnaissable de notre propre population plutôt que de supposer qu'elle peut être la même que celle qui pousse en Europe ». D'autres taxons considérés comme synonymes de H. ferrugineum sont le Hydnum hybridum de Pierre Bulliard de 1791 (y compris les synonymes ultérieurs Calodon hybridus (Bull. ) Lindau, et Hydnellum hybridum (Bull.) Banker) ; Hydnum carbunculus (1833) de Louis Secretan ; et Hydnellum sanguinarium de 1906 de Howard James Banker. Banker a expliqué la difficulté d'identifier les anciens spécimens d' Hydnellum : Un nombre considérable de collections ont dû être mises de côté, car à l'état sec, sans notes sur les caractères frais, il était impossible de décider avec quelque satisfaction si les plantes représentaient H. sanguinarium, H. concrescens, H. scrobiculatum, ou quelque forme non décrite »..".

### Espèces similaires
Hydnellum peckii est similaire en apparence, mais a un goût âcre, et des connexions de serrage dans ses hyphes. Hydnellum spongiosipes est facilement confondu avec H. ferrugineum, et plusieurs auteurs ont historiquement considéré les deux espèces comme étant les mêmes ; moléculaire études, cependant, indiquent que les deux champignons sont étroitement liés, mais distincts. Contrairement à H. ferrugineum, H. spongiosipes a un chapeau plus foncé lorsqu'il est jeune, une chair plus foncée, et se trouve dans les forêts de feuillus. Les vieux corps de fruits de H. ferrugineum peuvent être confondus avec ceux de Hydnellum concrescens'.

## Répartition et habitat

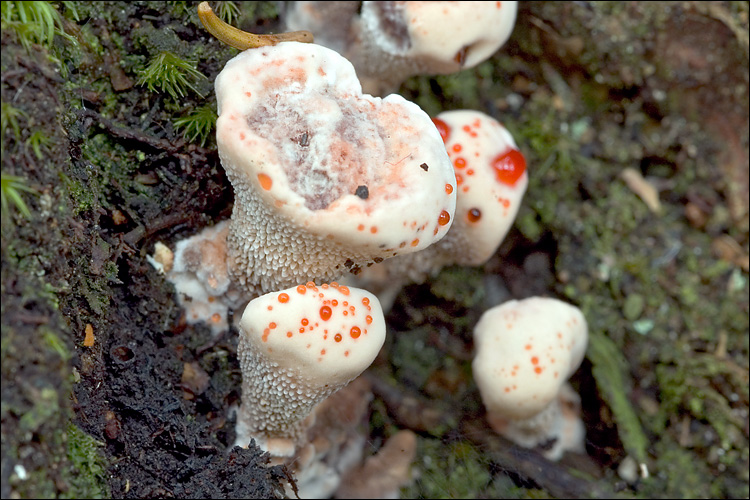
Jeunes fruits

'Hydnellum ferrugineum se trouve principalement dans les forêts de conifères, souvent à proximité des pins, mais parfois aussi des épicéas. Les corps fructifères ont une préférence pour les sols sablonneux avec de faibles niveaux de matière organique et de nutriments, et poussent seuls ou en grappes. On les trouve plutôt dans les forêts anciennes. Ce champignon est présent en Amérique du Nord, y compris au Mexique. Il est répandu mais généralement peu commun dans toute l'Europe, bien qu'il puisse y avoir des zones locales où il est commun. En Grande-Bretagne, H. ferrugineum est provisoirement classé comme en danger, et est protégé par le Wildlife and Countryside Act 1981; il a été inclus dans le Plan d'action pour la biodiversité du Royaume-Uni comme l'une des 14 espèces prises en compte pour les champignons hydnoïdes à stipes (c'est-à-dire les champignons hydnoïdes avec un capuchon et un stipe) en 2004. Le champignon est protégée au Monténégro.Il a été collecté en Inde et en Afrique.
Le champignon forme un tapis résistant de mycélium dans l'humus et le sol supérieur des forêts de pins. Ce tapis mycélien s'agrandit avec les vieux arbres et peut couvrir une surface de plusieurs mètres carrés. Ces zones sont généralement dépourvues d'arbustes nains et favorisent la croissance vigoureuse des mousses ; les lichens de rennes sont souvent présents au centre des grands tapis. La présence du champignon modifie la nature du sol, ce qui entraîne un amincissement de la couche d'humus, une diminution de la pénétration des eaux souterraines, une baisse du pH du sol et une augmentation du niveau des gaz du sol et de la quantité de racines.Le champignon diminue également les concentrations de carbone organique et d'azote. Le sol contenant le mycélium devient plus podzolisé que le sol environnant. Comme certaines autres espèces d'« Hydnellum », « H. ferrugineum » est sensible à l'augmentation des dépôts d'azote résultant des coupes à blanc, une pratique forestière utilisée dans certaines régions d'Europe. Le champignon forme un type inhabituel de mycorhize avec le pin sylvestre (Pinus sylvestris) dans lequel l'ectomycorhize semble normale à la pointe du tapis mycélien, mais laisse derrière elle des racines mortes et atrophiées à la pointe, montrant des tendances saprophytiques.

## Composés bioactifs
Les corps des fruits de l'« Hydnellum ferrugineum » contiennent les pigment hydnuferrigin (violet foncé) et hydnuferruginin (jaune), ainsi que de petites quantités du composé polyphénol « atromentin ». La structure chimique de l'hydnuferrigin ressemble beaucoup à celle de l'acide théléphorique, un pigment présent chez d'autres espèces d'Hydnellum et d'Hydnum, et il est possible qu'ils proviennent d'un composé précurseur commun
.

## Systématique
Le nom correct complet (avec auteur) de ce taxon est Hydnellum ferrugineum (Fr.) P. Karst., 1879.
L'espèce a été initialement classée dans le genre Hydnum sous le basionyme Hydnum ferrugineum Fr., 1815.
Le épithète spécifique ferrugineum est latin pour « couleur rouille ».
Ce taxon porte en français le nom vernaculaire ou normalisé suivant : Hydne ferrugineux.
Hydnellum ferrugineum a pour synonymes :
- Calodon ferrugineus (Fr.) P. Karst., 1881
- Hydnellum pineticola K.A. Harrison, 1964
- Hydnellum sanguinarium Banker, 1906
- Hydnum carbunculus Secr., 1833
- Hydnum ferrugineum Fr., 1815
- Hydnum hybridum Bull., 1790
- Phaeodon ferrugineus (Fr.) J. Schröt., 1888